# 트루시니스

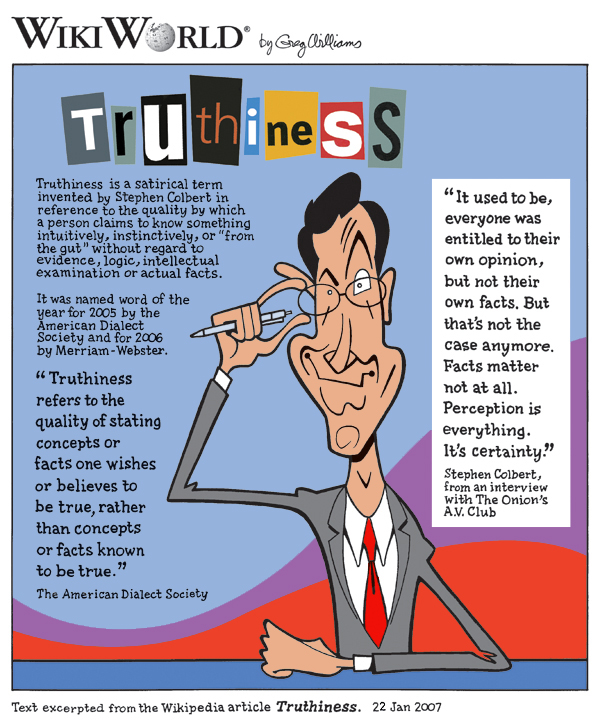

트루시니스(Truthiness), 또는 번역어로 믿고 싶은 진실, 주관적 진실이란 논증이나 논리, 지적조사, 그리고 사실과 상관 없이 "직감적으로" 옳다고 느끼는 주장을 진실이라고 받아들이는 "진실"을 의미한다. 이 단어는 스티븐 콜베어의 콜베어 르포 The Word에서 사용되며 유명해졌다.

## 같이 보기
- 인지부조화
- 작화증
- 역정보
- 이중사고
- 가짜뉴스
- 데 팍토
- 오보
- 신어 (1984)
- 고귀한 거짓말
- 정치적 올바름
- 탈진실 정치
- 선택적 노출 이론
- 유아론
- 트럼프주의
- 핍진성